# 瓜爾韋托·比利亞羅埃爾
瓜爾韋托·比利亞羅埃爾（西班牙語：Gualberto Villarroel，1908年12月15日—1946年7月21日），玻利維亞陸軍上校，1943年起擔任玻利維亞總統直到1946年去世。瓜尔韦托·比利亚罗埃尔县即以他命名。